# Farranula curta
Farranula curta – gatunek widłonoga z rodziny Corycaeidae. Opisał go w 1911 roku irlandzki zoolog George Philip Farran, nadając mu nazwę Corycella curta.